# Clube Naval da Horta
O Clube Naval da Horta  (CNH) é um clube de desporto náutico localizado na  cidade da Horta, na ilha do Faial, no arquipélago dos Açores.

## Fundação
O Clube Naval da Horta assume a sua  existência em termos formais a partir dos Estatutos aprovados a 26 de setembro de 1947 (77 anos), pela Direcção Geral de Educação Física, Desportos e Saúde Escolar.
Foi declarado pessoa coletiva de Utilidade Pública, por resolução nº151/89, publicado no Jornal Oficial da Região Autónoma dos Açores I Série Nº49 a 5 de Dezembro de 1989.

## História
São nas primeiras instalações que em Janeiro de 1948, no Castelo de Santa Cruz que instalam uma pequena biblioteca, tendo adquirido uma chalupa, a “Ilha Azul” .
Ainda nesse ano  organizam um festival náutico, incluindo uma regata à vela, natação e remo, entre  outras atividades náuticas.
Em 1949 dão-se início aos cursos de cartas náuticas e natação.
Entrando na década de 50 adquirem três embarcações de vela ligeira, esta secção de vela passaria ainda a incorporar a motonáutica.
O mergulho subaquático e a pesca desportiva são também atividades que se iniciam no Clube.
Passou  também por algumas dificuldades financeiras nos finais da década de 60, tendo vendido parte do seu espólio e abandonado o espaço que servia de Sede social
Retomou a atividade  em 1973 na antiga casa dos remadores da Alfândega.
A partir de 1975  consegue dinamizar a vela, a pesca desportiva, a escafandria, canoagem, prancha à vela e natação. São promovidos cursos de formação anualmente, abrindo-se uma escola de iniciação e aperfeiçoamento da prática de vela.
O Clube Naval da Horta tem tido um papel preponderante no apoio ao iatismo internacional, organizando e apoiando regatas oceânicas, sendo as mais emblemáticas: Mocra Azores Race – Portmouth UK/Horta, promovendo a realização anual de festejos náuticos, conhecido hoje por “Semana do Mar”.
A recuperação do património baleeiro assume uma vertente essencial na vida do Clube.